# Masbate y Ticao
Masbate y Ticao fue una comandancia político-militar de Filipinas, creada en 1846.

## Historia
La comandancia se creó en octubre de 1846, cuando el territorio comprendido por las islas de Masbate y de Ticao se segregó de la provincia de Albáy y quedó a cargo de un gobernador político-militar. Por aquel entonces, la integraban los pueblos de Masbate, Mobo, Baleno y Palanas. Hacia medidados del siglo XIX, tenía contabilizada una población de 7867 habitantes. Aparece descrita en el segundo volumen del Diccionario geográfico, estadístico, histórico de las Islas Filipinas (1851) de Manuel Buzeta Núñez y Felipe Bravo con las siguientes palabras:

MASBATE y TICAO: comandancia político-militar creada por decreto de 19 de octubre de 1846, segregando de la prov. de Albay las dos islas conocidas por los dos espresados nombres y poniéndolas á cargo de un gobernador politico-militar especial dependiente, como los demas de su clase, de las autoridades superiores de Manila; en lo eclesiástico pertenecen estas islas al ob. de Nueva-Cáceres. Al formarse este gobierno contaba cuatro pueblos, tres de los cuales en Masbate y uno en Ticao; este era San Jacinto sobre su cómodo puerto, que antiguamente era escala para los buques de Nueva-España que no podian cruzar el estrecho de San Bernardino por temor á los vendavales y corrientes de ciertas estaciones del año. Los otros tres pueblos llamados Mobo, Baleno y Palanas, contaban 1,920 alm. el primero, con 413 tributos; 1,720 alm. el segundo, con 335 ½ tributos; 1,849 alm. el tercero, con 277 tributos; San Jacinto tenia 2,505 alm. y 383 tributos; el total de alm. de este gobierno era de 7,994 y de 1,410 el de los tributos. Háse aumentado despues el establecimiento militar de San Luis, que en la actualidad cuenta 244 alm.; pero no ha sucedido en este gobierno politico-militar como en las demas provincias de Filipinas, cuya creacion se ha visto siempre dar un grande impulso al desarrollo de la poblacion y riqueza del pais; la poblacion de Masbate y Ticao ha decaido, pues en la actualidad no tiene mas que 7,867 almas, perteneciendo 244 á San Luis, 2,228 á San Jacinto, 2,312 á Mobo, 1,909 á Baleno y 1,122 á Patanas. Esto no obstante vemos acrecido el número de tributos, lo que ha debido suceder al paso que han ido desapareciendo las exenciones por edad; hoy son 1,685 ½ los tributos. Descritas ambas islas constitutivas de este distrito político-militar en sus respectivos artículos, creemos poder escusar el dar mayor estension á este.
(Buzeta y Bravo, 1851, p. 311)